# ESP Guitars
Az ESP Company, Limited (株式会社イーエスピー; Hepburn: Kabushiki Gaisha Ī Esu Pī) japán hangszergyártó cég, mely elsősorban elektromos- és basszusgitárokat forgalmaz. A vállalat székhelye Japánban és Los Angelesben van, két különálló termékvonallal a két piacra. Az ESP Company számos név, így az ESP Standard, az ESP Custom Shop, az LTD Guitars and Basses, a Navigator, az Edwards Guitar and Basses és a Grassroots alatt gyárt hangszereket. Termékeik az egyedi gyártású japán hangszerektől az alacsonyabb minőségű tömeggyártású dél-koreai, indonéziai és kínai hangszereikig terjednek.

## A cég története

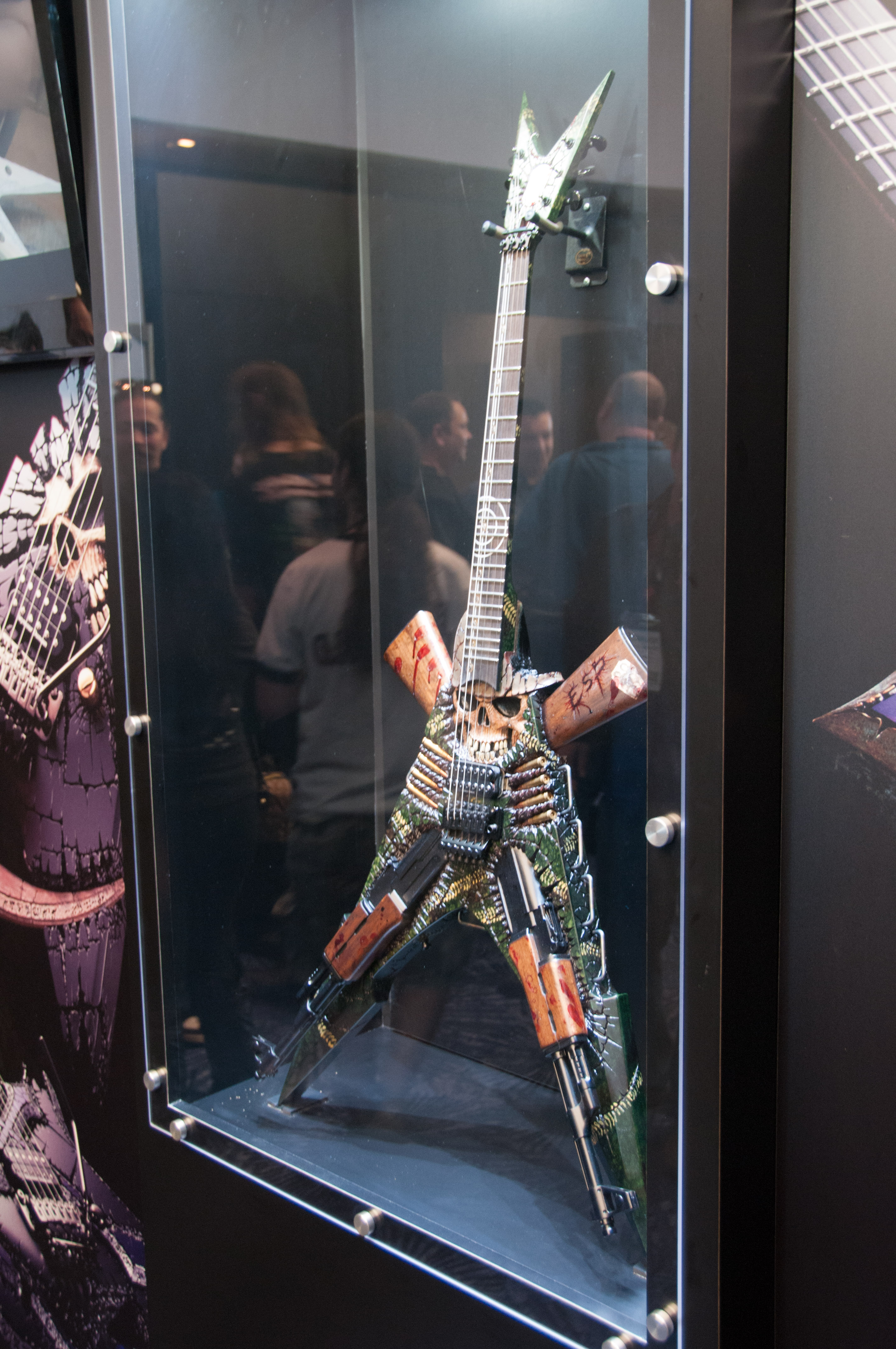
ESP Custom Shop Ghost Soldier

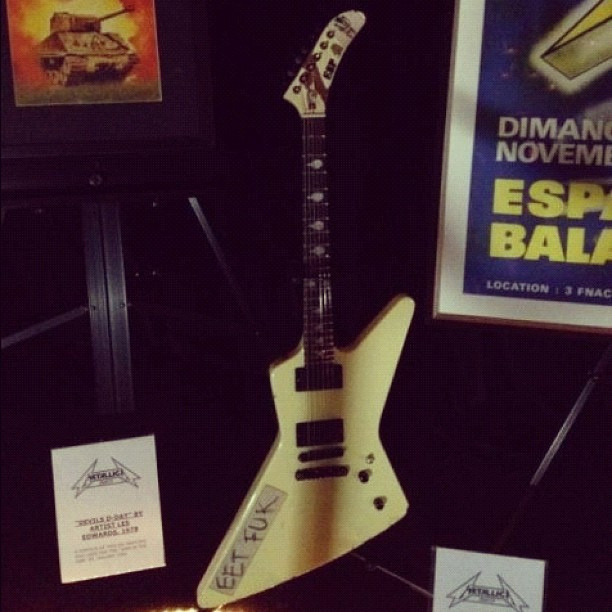
James Hetfield Eet Fuk gitárja

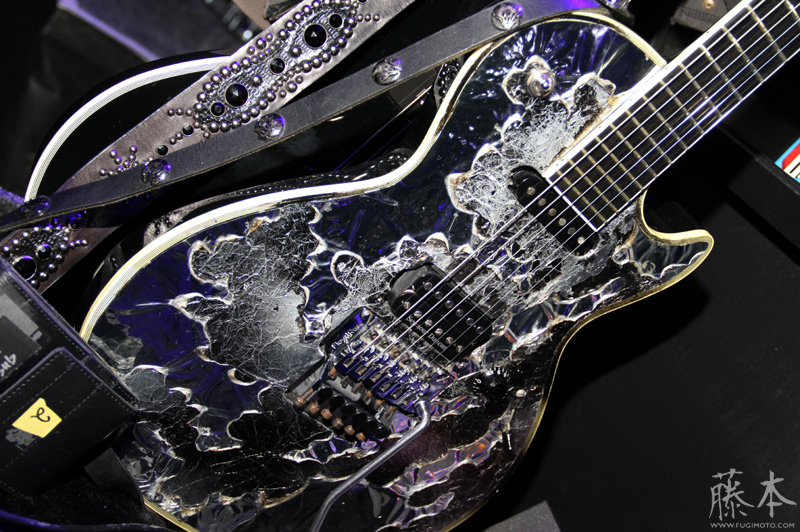
A Luna Sea és az X Japan gitárosának, Sugizónak a signature ESP Eclipse S-VIII Brilliant MixedMedia típusú gitárja

1975-ben Sibuja Hiszatake megnyitotta Tokióban az Electric Sound Products (ESP) elnevezésű boltját, melyben egyedi gyártású gitáralkatrészeket lehetett vásárolni. A bolt hamar hírnevet szerzett a cserealkatrészei magas minősége révén. Ekkortájt kezdett az ESP gitárokat gyártani a japán piacra az ESP és a Navigator márkanevek alatt. Ezeket a gitárokat többek között Ronnie Wood (The Rolling Stones) és Takaszaki Akira is használta.
Az ESP cserealkatrészeit először 1983-ban vezették be az amerikai piacra, a cég 1984 és 1985 között már egyedi hangszereket is készített a helyi New York-i zenészeknek, így például Page Hamiltonnak (Helmet), Vernon Reidnek (Living Colour), Vinnie Vincentnek és Bruce Kulicknak (Kiss) vagy Ronnie Woodnak (The Rolling Stones). Ekkoriban vezette be az ESP a 400-as terméksorozatot az első Amerikában is forgalmazott termékvonalukként.
Ugyanezen időszak alatt az ESP a Kramer Guitarsnak kezdett gitártestet és nyakat gyártani, míg más hangszerkészítő cégek, így a Robin Guitars, a Schecter Guitar Research vagy a DiMarzio OEM-ként kezdte használni az ESP termékeit.
1985-ben George Lynch Tokióban besétált egy ESP-boltba egy cserenyakért, és megtudta, hogy az ESP egyedi gitárokat is készít. Ennek eredményeként született meg az ESP Kamikaze, amely az ESP első signature modellsorozata lett. A vállalat nem sokkal később bevezette az M1 Standard, az MI Custom és a Horizon Custom gitárokat, illetve a Surveyor basszusgitárt.
Ekkoriban az ESP székhelye egy a New York-i 19th Streeten található épület padlásterén volt kialakítva, azonban 1989-ben azt a 48th Streetre, több másik híres zenebolt közelébe helyezték át.
Az ESP 1990 és 1992 között kibővítette a signature és a hagyományos termékvonalát is. Az amerikai cserealkatrész-üzletágukat felszámolták, hogy kizárólag a gitár- és basszusgitár-vonalaikra összpontosíthassanak.
1993-ban az ESP újra áthelyezte a székhelyét, ám ezúttal Los Angeles-i Sunset Boulevardra. 1995-ben bevezették az LTD termékcsaládot, mely név alatt az ESP magasabb minőségű termékeit árulták megfizethetőbb áron. Az ESP nem sokkal a dél-koreai és indonéz LTD-termékek bevezetése után a magas exportköltségek miatt felhagyott a japán gyártású zászlóshajó gitármodelljeik amerikai forgalmazásával. Ez alól az egyetlen kivételt a signature sorozat képezte, mely továbbra is ESP és nem LTD néven futott tovább. Az ESP a 2000-es évek elején ismét megindította a hagyományos japán modellek amerikai értékesítését, azonban jóval magasabb áron mint az 1990-es évek elején.
Az ESP a legfőbb japán riválisához, az Ibanezhez hasonlóan kezdetben a jó minőségű, híres amerikai gitárok, így a Fender Stratocasterek és a Telecasterek, illetve a Gibson Explorerek egyedi másolatairól volt ismert. Az Explorer-modell, az EXP/MX hatalmas hírnevet szerzett amikor a Metallica és a lelkes ESP-felhasználó frontemberük, James Hetfield az 1980-as évek végén, az 1990-es évek végén egyre népszerűbb lett. Amikor azonban a Gibson ráeszmélt, hogy az ESP és az Ibanez mekkora hatással van az eladásaikra akkor beperelték őket, hogy megakadályozzák, hogy a két cég Amerikában is értékesíthesse ezeket a gitárokat. Az ESP újratervezte a gitárvonalait, hogy kevésbé hasonlítson az amerikai modellekhez.
2002-ben az ESP a zeneipar egyik leggyorsabban gyarapodó cége volt, mely nagyban köszönhető annak is, hogy a Fender kivásárolta a Jackson Guitarst, amivel az ESP nem igazán tudta felvenni a versenyt az 1980-as és az 1990-es években. A kivásárlás után számos Jackson-gitáros, így Dave Mustaine (Megadeth), Adam Darski (Behemoth), Alexi Laiho és Roope Latvala (Children of Bodom), Jeff Hanneman (Slayer), illetve Galder és Silenoz (Dimmu Borgir) is áttért az ESP-hez.
Az ESP később bevezette az Xtone termékvonalat a féltömör Paramount sorozattal. Az ESP 2005-ben ünnepelte alapításának harmincadik évfordulóját, majd megjelentette James Hetfield Trucksterét. 2006-ban az ESP 22 gitármodellt mutatott be a téli NAMM Shown. A bemutatott modellek között szerepelt az ESP LTD EC–500, az ESP LTD B–500, illetve Dave Mustaine, George Lynch, Stephen Carpenter (Deftones), Michael Wilton és Page Hamilton signature modelljei.
2015 márciusa óta az ESP forgalmazza a Takamine Guitars termékeit az Amerikai Egyesült Államokban.